# Adolf Brand
Adolf Brand (Berlín, 14 de noviembre de 1874 – 2 de febrero de 1945) fue un anarquista stirneriano y uno de los primeros activistas homosexuales y el primero en el mundo en editar de forma regular una revista para homosexuales llamada Der Eigene (1896-1932).
Entre 1899 y 1900 Brand publicó en su editorial, en la que también aparecía Der Eigene, la influyente antología de literatura homoerótica de Elisar von Kupffer Lieblingminne und Freundesliebe in der Weltliteratur (Minne de favorito y amor de amigo en la literatura mundial).
En 1903 Brand funda junto con Benedict Friedlaender y Wilhelm Jansen la Gemeinschaft der Eigenen (GdE; Comunidad de los propios), cuyo ideal era el amor homosexual de hombres viriles y la pederastia según el modelo griego y cuyos miembros se encontraban intelectualmente cerca de las ideas de Gustav Wyneken sobre el Eros pedagógico. Rechazaban de forma categórica las teorías médicas sobre la homosexualidad, como la teoría de los estadios sexuales intermedios de Magnus Hirschfeld (véase tercer sexo). Tan sólo se unieron al Wissenschaftlich-humanitäres Komitee Comité científico-humanitario en la década de 1920 para luchar la eliminación del Párrafo 175, aunque la lucha fracasara.
La Gemeinschaft der Eigenen también realizaba otro tipo de actividades, como campings, trecking, que también realizaban a veces desnudos. En este sentido, las agrupaciones juveniles del GdE eran similares al Wandervogel, una especie de grupo scout alemán. De hecho, uno de los fundadores del GdE, Wilhelm Jansen, era uno de los principales donantes y uno de los dirigentes del movimiento Wandervogel.
Brand era un defensor del Outing de homosexuales públicos mucho antes de que el término fuera definido. Cuando, en 1907, durante el escándalo Harden-Eulenburg, afirmó que el canciller real Bernhard von Bülow tenía una relación homosexual, para inducirlo a eliminar el Párrafo 175, fue denunciado por von Bülow por calumnia y condenado a 18 meses de cárcel, por no poder presentar pruebas. Pasó por la cárcel en diversas otras ocasiones, como cuando golpeó a un diputado con una correa de perro a causa de una discusión, y por diversos textos e imágenes escandalosas a ojos de la justicia de la época.
Durante la Primera Guerra Mundial Brand disminuyó su actividad en el GdE y sirvió tres años en el ejército. Se casó con la enfermera Elise Behrendt, que aceptó su tendencia homosexual.
A partir de 1933 Brand abandona la militancia homosexual, tras verse atacado en diversas ocasiones por los nazis y después de que la confiscación de muchos de sus libros y documentos le impidiera seguir publicando Der Eigene, lo que lo llevó a la ruina personal. Brand murió durante un bombardeo de las Aliados el 2 de febrero de 1945